# Никола Михайловски
 Тази статия е за еленчанина.  За ресенчанина вижте Никола Михайловски (революционер).  
Никола Стоянов Михайловски (с псевдоним Макавеев) е български книжовен и обществен деец, дописен член на Българското книжовно дружество от 1874 г.

## Биография
Роден е през 1818 г. в Елена. Той едно от 9-те деца на хаджи Стоян Андроников Михайловски (1780 – 1836) и Юрдана, дъщерята на хаджи Стоян Тодоров от Котел: Стана, Донка, Христо, Стоян (Иларион Макариополски), Михаил, Иван, Никола, Димитър и Тодор. Той е баща на поета Стоян Михайловски и чичо на Димитър Буров. Никола учи първоначално в родния си град, а след това в гимназия в Атина (до 1843). През 1844 г. заминава за Москва, където следва в Историческо-филологическия факултет на Московския университет, завършвайки с докторат при О. Бодянски през 1848 г. Там е стипендиант на Иван Денкоглу. Той е един от първите българи, които получават висше образование в Русия. През 1848 г. се връща в Елена, където учителства заедно с Иван Момчилов в класното училище (1848 – 1852). Поканен е за главен учител в Търново (1853 – 1856), Сливен (1857 – 1858) и отново в Търново (1858 – 1861; 1863 – 1867), където развива училището в петкласно и въвежда нови предмети като психология, риторика, поезия и метрика и др. Той поддържа проекта на Дунавския валия Мидхат паша за сливане на българските и турските училища през 1866 г., но впоследствие се отказва от тази инициатива.
Става редактор на вестник „Съветник“ в Цариград (1863 – 1865). Сътрудничи на сп. „Право“ (1870 – 1873). Назначен е за цензор на българските книги при османското министерство на просветата. Участник е в Църковно-националната борба. Избран е за представител на Търновска епархия в Църковно-народните събори в Цариград през 1861 – 1863 и 1871. През 1866 г. е член на Общия съвет на Дунавския вилает.
След Освобождението живее в София. От 4 юли 1878 г. е назначен от временното руско управление в отдела за народно просвещение. След това е назначен за председател на Търновския губернски съд. Съдия във Върховния касационен съд (1880 – 1882), народен представител в Учредителното събрание „по звание“ като председател на Търновския губернски съд, народен представител и в 1 велико народно събрание, 2 обикновено народно събрание от Еленска избирателна околия и 6 обикновено народно събрание от Пирдопска избирателна околия (1880 – 1881; 1890 – 1893). Председател на Вакъфската комисия. Член на Държавния съвет (31 декември 1881 – 9 ноември 1883) и негов подпредседател (2 юли 1882 – 9 ноември 1883). Директор е на Софийската мъжка гимназия и преподавател по гръцки език и литература и история във Висшето училище. През 1883 г. е член на Учебния съвет при Министерството на народното просвещение. Между 1883 и 1884 г. е председател на Кодификационната комисия към министерството.
Той е един от теоретиците на Търновската правописна школа, която застъпва възгледа за етимологичния правопис. Възгледите му са отразени в „Цариградски вестник“ (1857). Като учител съставя и издава учебници. Превежда главно от гръцки и руски език и е един от най-активните преводачи на учебна и на художествена литература. Дописен член на Българското книжовно дружество (1875) и почетен член (1884). Носител е на орден „Св. Александър“ III ст. (1895).
Умира на 15 декември 1892 г. в София.

## Памет
На Никола Михайловски е наречена улица в квартал „Фондови жилища“ в София (Карта).

## Трудове
- Исторически изследвания за Охридската и Ипекска архиепископии. Превод Н. Михайловскаго. Цариград, в печатницата на „Македония“, 1869 Архив на оригинала от 2016-12-20 в Wayback Machine.
- Опровержение на възражението на Великата църква против издадените от правителството проекти за решението на българския въпрос. Превел от първообразното Н. Михайловский. Цариград. В печатницата на „Македония“, 1869 Архив на оригинала от 2016-03-05 в Wayback Machine.
- Скратение на свещената история, съставена от книгите на ветийа и новийа завет от Г. Генадия. Превод Н. Михайловскаго. Издание второ. Книгопродавница Момчилова и с-ие в Търново. 1869. (Във Виена, у книгопечатн. Л. Сомерова) Архив на оригинала от 2016-03-05 в Wayback Machine.
- Последните дни на Помпея от Е. Л. Булвер. Превел Н. Михайловски. Издава Българското читалище в Цариград. Цариград, в печатницата на вестник Македония, 1870[неработеща препратка]
- Ръководство към всеобщата история. Съставил Д. Иловайски. Превел Н. Михайловски. Част първа. Древний мир. Издание първо. Книгопродавница Момчилова и сие в Търново и Русе, 1873. (Във Виена, у книгопечатн. Л. Сомер и друж.)[неработеща препратка]
- Приключенията на Телемаха от Фенелона. Превод Н. Михайловскаго. Издание първо. Издава Българското печатарско дружество „Промишление“. Цариград, в печатницата на Карапетров и друж., 1873 Архив на оригинала от 2016-12-20 в Wayback Machine.
- Пикильо Алияга или маврите в царуваньето на Филипа III от Евг. Скриба. Превод Н. Михайловскаго. Т. I. Издава Българското печатарско дружество „Промишление“. Цариград, печатница Карапетрови друж., 1875 Архив на оригинала от 2016-03-05 в Wayback Machine.
- Пикильо Алияга или маврите в царуваньето на Филипа III от Евг. Скриба. Превод Н. Михайловскаго. Т. II. Издава Българското печатарско дружество „Промишление“. Цариград, печатница Карапетрови друж., 1875 Архив на оригинала от 2016-12-20 в Wayback Machine.
- Тайните на инквизицията. От В. Д. Фереаля. Със забележки от М. де Куендиаса. Превод Н. Михайловскаго. Издават Н. Тодоров и С. П. Газиев. Част първа. Цариград, печатница на О. Кавафиян, 1875[неработеща препратка]
- Тайните на инквизицията. От В. Д. Фереаля. Със забележки от М. де Куендиаса. Превод Н. Михайловскаго. Издават Н. Тодоров и С. П. Газиев. Част втора. Цариград, 1877[неработеща препратка]